# Just for You Japan Tour
Die Just for You Japan Tour [ʤʌst fɔː juː ʤəˈpæn tʊə] (englisch für: „Nur-für-Dich/Euch-Japan-Tournee“) war eine Konzerttournee des britischen Rockmusikers Eric Clapton. Die Tournee begann am 15. November 2003 in Hiroshima und endete am 13. Dezember desselben Jahres in Tokio. Die Konzerte wurden am 31. August 2003 angekündigt und dienten dazu das Kompilationsalbum Ballads zu vermarkten, was ausschließlich für den japanischen Musikmarkt limitiert veröffentlicht wurde. Insgesamt bestritt Clapton 18 ausverkaufte Konzerte. Eine Vorgruppe und Gastmusiker gab es nicht.
Clapton trug eine Mischung aus Hit-Songs wie I Shot the Sheriff, Bell Bottom Blues, Layla, Wonderful Tonight und Lay Down Sally sowie Blues-Standards wie Crossroads und Hoochie Coochie Man vor. Als Zugabe spielte Clapton typischerweise die Lieder Sunshine of Your Love und Somewhere Over The Rainbow; wie er es auch während der Reptile World Tour tat. Clapton (Gitarre, Gesang) trat gemeinsam mit Nathan East (Bassgitarre), Steve Gadd (Schlagzeug), Chris Stainton (Keyboard) und Andy Fairweather Low (Rhythmusgitarre) auf.
Präsentiert wurde die Tournee von Udo Artists, Inc. Japan und Mitsubishi Motors.

## Tourneegeschehen
Clapton begann seine Tournee durch Japan am 15. November 2003 mit einem Auftritt in der Green Arena von Hiroshima. Am 17., 19. und 20. November spielte der britische Rockmusiker drei aufeinanderfolgende Konzerte in der Ōsaka-jō Hall. Nach einem Tag Ruhepause trat Clapton am 22. November in der Rainbow Hall von Nagoya auf und ließ zwei Tage später ein Konzert in der Saitama Super Arena folgen. Am 26. und 27. November trat Clapton zwei Nächte lang in der Yokohama Arena auf. Vom 29. November bis 3. Dezember spielte Clapton die ersten vier Konzerte im Nippon Budōkan in Tokio. Am 5. Dezember folgte ein Konzert im Grande 21 von Sendai. Mit dem Konzert am 7. Dezember im Sapporo Dome gelang es Clapton das Highlight der Tournee zu veranstalten. Der Brite schaffte es das komplette überdachte Stadion mit einer Zuschauerzahl von 51.484 Besuchern an einem einzigen Abend zu füllen. Mit vier Konzerten im Nippon Budōkan zwischen dem 9. und 13. Dezember 2003 endete die Just for You Japan Tour in Tokio.

## Konzerttermine
| Datum             | Stadt           | Land            | Veranstaltungsort | Besucherzahl              | Einnahmen   |
| Asien             | Asien           | Asien           | Asien             | Asien                     | Asien       |
| ----------------- | --------------- | --------------- | ----------------- | ------------------------- | ----------- |
| 15. November 2003 | Hiroshima       | Japan           | Green Arena       | 7.685 / 7.685             | $485.445    |
| 17. November 2003 | Osaka           | Japan           | Ōsaka-jō Hall     | 46.494 / 46.494           | $2.912.670  |
| 19. November 2003 | Osaka           | Japan           | Ōsaka-jō Hall     | 46.494 / 46.494           | $2.912.670  |
| 20. November 2003 | Osaka           | Japan           | Ōsaka-jō Hall     | 46.494 / 46.494           | $2.912.670  |
| 22. November 2003 | Nagoya          | Japan           | Rainbow Hall      | 11.342 / 11.342           | $721.998    |
| 24. November 2003 | Saitama         | Japan           | Super Arena       | 36.098 / 36.098           | $2.388.440  |
| 26. November 2003 | Yokohama        | Japan           | Yokohama Arena    | 30.311 / 30.311           | $2.009.831  |
| 27. November 2003 | Yokohama        | Japan           | Yokohama Arena    | 30.311 / 30.311           | $2.009.831  |
| 29. November 2003 | Tokio           | Japan           | Nippon Budōkan    | 53.884 / 53.884           | $3.811.722  |
| 30. November 2003 | Tokio           | Japan           | Nippon Budōkan    | 53.884 / 53.884           | $3.811.722  |
| 2. Dezember 2003  | Tokio           | Japan           | Nippon Budōkan    | 53.884 / 53.884           | $3.811.722  |
| 3. Dezember 2003  | Tokio           | Japan           | Nippon Budōkan    | 53.884 / 53.884           | $3.811.722  |
| 5. Dezember 2003  | Sendai          | Japan           | Grande 21         | 7.001 / 7.001             | $400.992    |
| 7. Dezember 2003  | Sapporo         | Japan           | Sapporo Dome      | 51.484 / 51.484           | $3.580.221  |
| 9. Dezember 2003  | Tokio           | Japan           | Nippon Budōkan    | 53.884 / 53.884           | $3.811.722  |
| 10. Dezember 2003 | Tokio           | Japan           | Nippon Budōkan    | 53.884 / 53.884           | $3.811.722  |
| 12. Dezember 2003 | Tokio           | Japan           | Nippon Budōkan    | 53.884 / 53.884           | $3.811.722  |
| 13. Dezember 2003 | Tokio           | Japan           | Nippon Budōkan    | 53.884 / 53.884           | $3.811.722  |
| Zusammenfassung   | Zusammenfassung | Zusammenfassung | Zusammenfassung   | 298.183 / 298.183 (100 %) | $20.123.041 |

## Rezeption
Für die Veranstalter der Tournee war die Just for You Japan Tour ein Kassenschlager, da alle verfügbaren Konzertkarten restlos ausverkauft worden sind; ähnlich wie bei der Clapton-Harrison-Tour im Jahr 1991. Auch die Konzertberichte der Zuschauer fielen überaus positiv aus. So bezeichneten die Besucher, von denen nur teilweise lange Clapton-Fans waren, Claptons Auftritte als „leidenschaftlich“, „originell“ und lobten besonders die Abwechselung in der Setlist. Besonders die Version des Titels Layla spielte Clapton mit „enormen Feuer“ auf seiner Gitarre. Obwohl Clapton zwischenzeitlich erkältet war, habe er „unglaublich gut gesungen“. Wie aus den Kritiken hervorging, reisten 30 Prozent der Konzertbesucher aus der ganzen Welt an.

## Memorabilien
Während der Auftritte nutzte Clapton Plektren aus Schildkrötenpanzern zum Anschlagen der Gitarrensaiten, die als spezielle Gravur „Back in Japan 2003“ (englisch für: „Zurück in Japan 2003“) trugen. Zuschauer konnten diese von der Bühne (Boden, Mikrofonständer) inoffiziell entnehmen. Zudem konnten Konzertbesucher eine Tote Bag aus Leder und Funktionsmaterial mit dem offiziellen „EC“-Logo und der Aufschrift „Eric Clapton Japan Tour 2003“ erwerben. Ein offizielles Tour-Programm mit Bildern, Notizen und Informationen zu den Konzerten gab es ebenfalls zu erwerben. Ein Basecap in beiger Farbe mit schwarzem „EC“-Logo, wie es auch auf der Handtasche zu finden ist sowie eine Figur eines 1992er-Eric-Clapton (ähnlich Unplugged-Titelfoto) standen ebenfalls zur Verfügung.